# Bergia salaria
Bergia salaria är en slamkrypeväxtart som beskrevs av Cornelis Eliza Bertus Bremekamp. Bergia salaria ingår i släktet Bergia och familjen slamkrypeväxter. Inga underarter finns listade i Catalogue of Life.